# Scenen (teatertidskrift)
Scenen var en svensk kultur- och nöjestidskrift som utgavs mellan 1919 och 1941 på Hasse W. Tullbergs boktryckeri. 
Tidningen bevakade nöjen och kultur: teater, film, musik, dans, societets- och sällskapsliv. I början av 1930-talet övergick Scenen till populärpress från att ha varit en kulturtidskrift.
Bland annat Harry Johansson och Erik Ljungberger har verkat som tidskriftens redaktörer och ansvariga utgivare.

## Källor

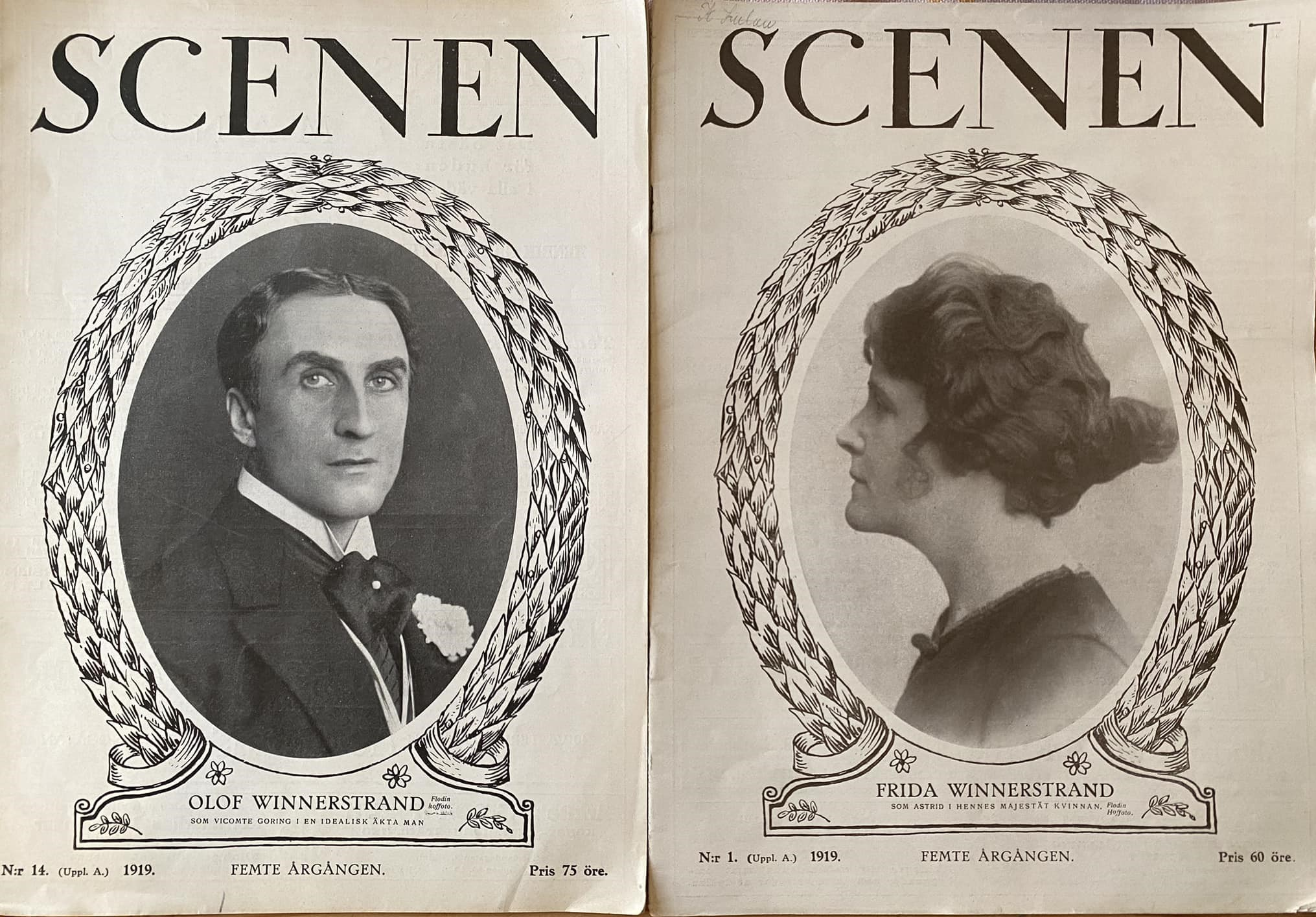
Två nummer av tidskriften Scenen från år 1919; på omslagen: Olof och Frida Winnerstrand.